# Книга Армы
Книга Армы (англ. Book of Armagh), или Кодекс Ардмаханус (англ. Codex Ardmachanus/Liber Ar(d)machanus), также известная как Канон святого Патрика (англ. Canon of Patrick), — ирландский манускрипт IX века, хранящийся в Тринити-колледже Дублина (MS 52). Документ ценен ранними упоминаниями о святом Патрике (аббата Армы) и образчиками древнеирландского языка; кроме того, это один из самых ранних документов островной церкви, содержащий практически полную копию Нового Завета.
В 1853 году священнослужитель Уильям Ривз (англ. William Reeves) купил книгу Армы за три сотни фунтов и подарил манускрипт библиотеке колледжа. На данный момент он состоит из 442 страниц, написанных в три, реже — в две, колонки. Некоторые буквицы имеют греческий характер, некоторые раскрашены в чёрный, красный, зелёный и жёлтый цвета.

## Авторство
Считалось, что книга принадлежала Патрику и отчасти была написана им, однако современные исследования показали, что её автор — Фердомнах Армахский (англ. Ferdomnach of Armagh), умерший где-то в 845 или 846 году, а начал писать книгу он в 807 или 808 году.

## Содержание
По большей части книга Армы — копия ранее существовавших документов. Один из авторов жития святого Патрика, которое есть в книге, — Мурьху мокку Махтени (англ. Muirchu Maccu Machteni), другой — Тирехан (Tírechán). Книга содержит и другие упоминания Патрика, а также его произведения, его «Деяния» (Collectanea) в изложении епископа Тиренаха, примерно тех же, что и у Мурьху, лет написания, и оправдывающий первенство Армы среди ирландских монастырей текст Liber Angeli.
Упомянутые авторы первых житий святого Патрика, по-видимому, читали Confessio, но достаточно вольно разбавляли его историями откровенно сказочного содержания. Оба автора опирались на более раннее произведение, ныне утерянную «Книгу Ультана» (Book of Ultán).
Монастырь в Арме весьма активно пользовался именем Патрика, чтобы стать главным религиозным центром Ирландии (что предполагало и большое политическое влияние). В преданиях упоминаются чудеса, происходившие вокруг жадного хозяина, не желавшего честно отдать святому Патрику часть местных земель, и легенда о смерти святого, согласно которой он, чувствуя смерть, спешил в любимый город, но был остановлен ангелом с целью, чтобы в Арме святой запомнился живым. Вероятно, связь святого и Армы является исключительно вымышленной; однако это весьма ранняя традиция, не имеющая строгой локализации.
Житие (Vita sancti Patricii) Мурьху датируется концом VII века. Оно было написано по просьбе епископа Аэда (к которому в «Житии…» есть обращение), умершего в 700 году. И Мурьху, и Аэд участвовали в соборе 697 года в Бирре, вследствие чего, по мнению Л. Билера, «Житие…» и было написано после достижения соглашения, по которому во всей Ирландии принимались римский счёт Пасхи и форма тонзуры, а святой Патрик признавался апостолом всей Ирландии. Произведение было написано в том числе с целью утверждения первенства монастырского центра в Арме, с чем связан ряд содержащихся в нём легенд.
Текст «Жития…» скорее содержит представления церковных кругов VII века о древней Ирландии, нежели является достоверным описанием.

## Другие рукописи
Помимо книги Армы, житие святого Патрика авторства Мурьху сохранилось в двух рукописях: в рукописи из Брюссельской королевской библиотеки XI в. и в рукописи из Венской национальной библиотеки конца VIII века.

## Упоминания
Святой Бернард, живший в XII веке, упоминает некую книгу, которая была одним из символов власти престола Армы — вероятно, это была книга Армы. У книги появился хранитель из фамилии МакМойров (MacMoyres); книга была однажды заложена в качестве обеспечения иска в пять фунтов. Во второй половине XVII века книга перешла в руки семьи Браунлоу (Brownlow).